# Pfreimd
Pfreimd település Németországban, azon belül Bajorországban. Lakosainak száma 5266 fő (2023. december 31.).

## Népesség
A település népessége az elmúlt években az alábbi módon változott:
| Lakosok száma | 1346 | 2308 | 4243 | 5126 | 5419 | 5323 | 5448 | 5398 | 5284 | 5266 |
|               | 1875 | 1950 | 1975 | 1987 | 2012 | 2014 | 2016 | 2017 | 2021 | 2023 |